# Arachis benthamii
Arachis benthamii là một loài thực vật có hoa trong họ Đậu. Loài này được Handro miêu tả khoa học đầu tiên.